# Casearia praecox
Casearia praecox är en videväxtart som beskrevs av August Heinrich Rudolf Grisebach. Casearia praecox ingår i släktet Casearia och familjen videväxter. Inga underarter finns listade i Catalogue of Life.